# Castel Ivano

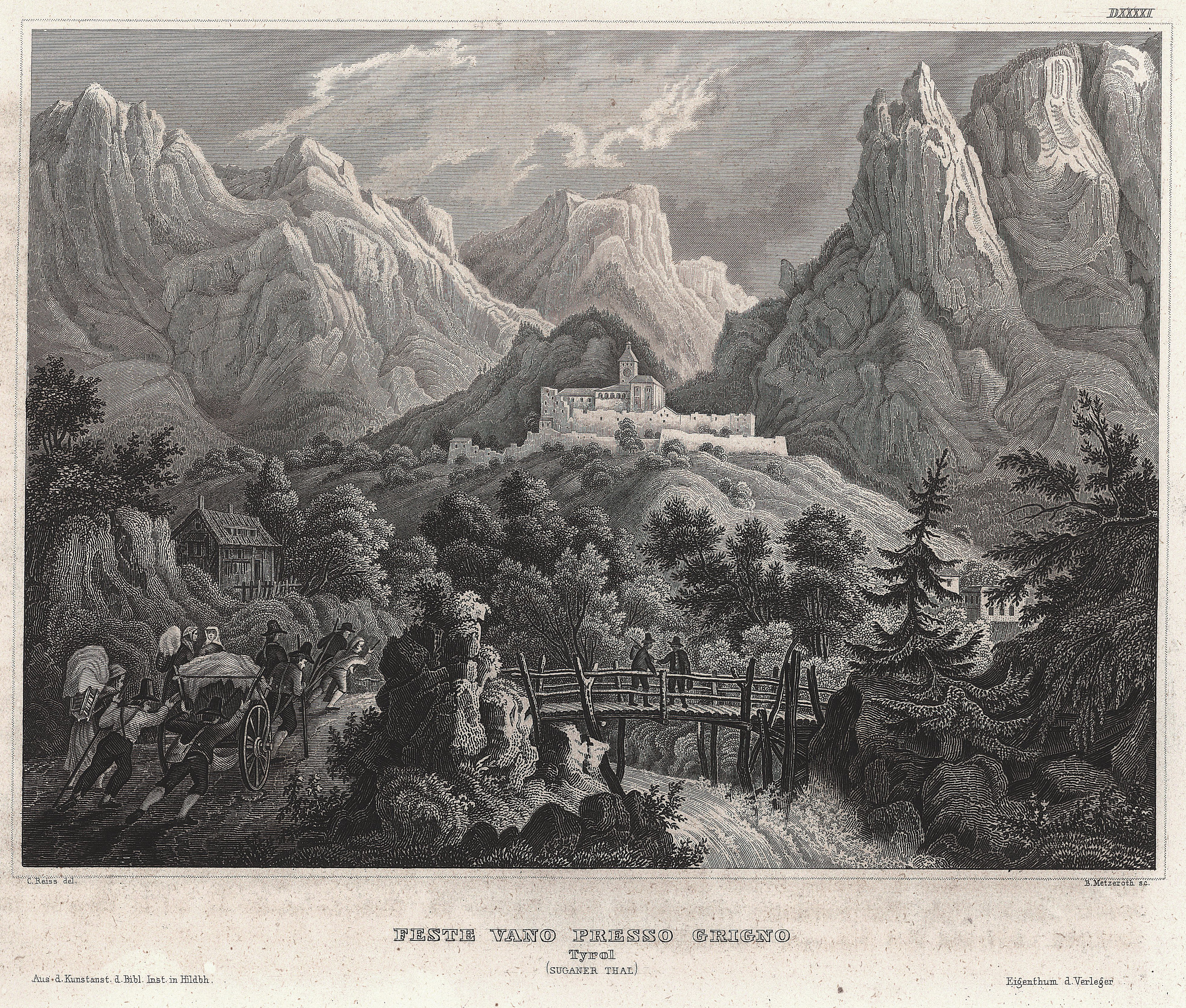
Die Burg Castel Ivano im 19. Jh.

Castel Ivano ist eine italienische Gemeinde (comune) mit 3277 Einwohnern (Stand 31. Dezember 2023) in der Provinz Trient,  Region Trentino-Südtirol.

## Geographie
Die Streugemeinde liegt in der Valsugana östlich von Borgo Valsugana und grenzt im Süden an Venetien. Sie erstreckt sich sowohl auf der orographisch linken als auch rechten Talseite des Flusses Brenta. Der Gemeindesitz in Strigno befindet sich etwa 31 Kilometer östlich der Landeshauptstadt Trient. Die Nachbargemeinden sind Bieno, Castelnuovo, Ospedaletto, Pieve Tesino, Samone und Scurelle im Trentino sowie Asiago in der Provinz Vicenza.

## Verwaltungsgliederung
Zum Gemeindegebiet gehören die Fraktionen Agnedo, Barricata, Grigno, Ivano Fracena, Latini, Lupi, Oltrebrenta, Pellegrini, Prati dei Floriani, Spera, Tomaselli, Torgheli und Villa.
Der Bürgermeister der Gemeinde Castel Ivano ist Alberto Vesco. Er wurde am 20. und 21. September 2020 gewählt.

## Geschichte
Die Gemeinde Castel Ivano entstand am 1. Januar 2016 durch den Zusammenschluss der ehemaligen Gemeinden Strigno, Spera und Villa Agnedo. Im Juli 2016 kam noch die ehemalige Gemeinde Ivano Fracena hinzu.

## Verkehr
Durch die Gemeinde führt die Strada Statale 47 della Valsugana von Padua nach Trient sowie die Bahnstrecke Trient–Venedig mit dem Bahnhof Strigno.

## Sehenswertes
Sehenswert ist Castel Ivano auf dem Gebiet der Fraktion Ivano Fracena. Die erstmals 1187 schriftlich erwähnte Burg kam im 15. Jahrhundert als Lehen der Grafen von Tirol an die Freiherren von Wolkenstein-Rodenegg und im 17. Jahrhundert an die Grafen von Wolkenstein-Trostburg. Anfang des 20. Jahrhunderts übernahm deren Verwalterfamilie den Besitz; die Familie Staudacher hält ihn bis heute.
|  |  |